# فقدان ذاكرة صرعي عابر
فقدان الذاكرة الصرعي العابر (اختصارًا TEA) هي حالةٌ عصبيةٌ نادرة لكنها غالبًا غير مشخصة، تتظاهر بنوب قصيرة نسبيًا ومتكررة من فقدان الذاكرة بسبب صرع الفص الصدغي الكامن. رغم أن توصيفات الحالة تستند إلى أقل من 100 حالة منشورة في الأدبيات الطبية، وتضمنت أكبر دراسة فردية حتى الآن 50 شخصًا يعانون من فقدان الذاكرة الصرعي العابر، يقدم فقدان الذاكرة الصرعي العابر أهمية نظرية كبيرة وتحاول النظريات المنافسة حول الذاكرة لدى البشر التوفيق بين نتائجها.

## الأعراض
يعاني المصاب بنوبة فقدان الذاكرة الصرعي العابر من انحدار شديد في الذاكرة قصيرة الأمد، لذلك هناك صعوبة كبيرة في تذكر الأحداث في الدقائق القليلة السابقة للهجمة (فقد الذاكرة التقدمي)، أو الأحداث في الساعات التي سبقت بداية الهجمة، وحتى أن ذكريات الأحداث الهامة في السنوات الأخيرة قد لا تكون متاحة خلال نوبة فقدان الذاكرة (فقد الذاكرة الرجعي). يبلغ بعض المرضى عن فقدان ذاكرة رجعي قصير الأمد يجعلهم لا يتعرفون على منزلهم أو أفراد عائلاتهم، رغم إدراكهم لهويتهم الشخصية. للهجمة المفاجئة بداية مفاجئة. تبين أن ثلاثة أرباع الحالات المبلغة كانت عند الاستيقاظ. في حال الهجمات التي تبدأ أثناء اليقظة التامة، أُبلغ عن هلوسات شمية أو شعور ب«طعم غريب» أو غثيان. تشمل أقل من نصف الحالات الهلوسة الشمية أو الذوقية، وتضمنت أكثر من ثلث الحالات حركات لا إرادية. تضمنت ربع الهجمات فترة وجيزة من عدم التجاوب. رغم ذلك لا يوجد علامات تحذيرية في أغلب الحالات.

أثناء الهجمة، لا تتأثر الوظائف المعرفية للمريض بشكل عام؛ تكون قدرات الإدراك والتواصل والانتباه طبيعية خلال معظم فترة الهجمة. في نصف الحالات المبلغ عنها، يتضمن السلوك أسئلة متكررة إذ يفشل الدماغ في تكوين ذكريات جديدة أو استرجاع مجموعة من التجارب الحديثة. يصف الموقع الإلكتروني لمنظمة »ضعف الذاكرة في الصرع (تايم)» التابعة للمملكة المتحدة الهجمة هكذا:
أثناء الهجمة، يفقد المريض القدرة على تذكر الأشياء التي حدثت خلال الأيام أو الأسابيع الماضية. في بعض الأحيان، قد يؤثر فقدان الذاكرة على الأحداث التي حصلت في الماضي. غالبًا ما يجد الفرد صعوبة في تخزين المعلومات الجديدة وقد يكرر نفس السؤال، مثل «ما اليوم؟» أو «ماذا يفترض بنا أن نفعل اليوم؟». مع ذلك، لا يفقد المريض إدراكه لهويته الشخصية، وعادةً ما يستطيع التعرف على الأصدقاء المقربين أو الأقارب. عادةً ما يبقى المظهر الجسدي للشخص طبيعيًا دون تغيير. قد يلاحظ المراقبون شحوبًا في الجلد، أو «فقدان القدرة على التواصل» لفترة وجيزة مثل عدم إدراك الشخص الذي يشهد الهجمة، أو بعض الحركات اللاإرادية مثل البلع أو الضغط على الشفاه أو تململ اليدين. لكن في معظم الحالات، يستجيب المريض بشكل مناسب للحالة. يمكنه الاستمرار في المحادثات وأداء بعض الأنشطة مثل ارتداء الملابس، أو المشي، أو حتى ممارسة لعبة الغولف.
تستمر الهجمات عادةً 20-60 دقيقة. قد تكون مدة بعض الهجمات أقل من خمس دقائق. أُبلغ عن هجمات أطول بكثير؛ في دراسة عام 2007 حول 50 حالة من حالات فقدان الذاكرة الصرعي العابر، استمرت واحدة لمدة أربعة أيام وأخرى لمدة يومين. هذه الحالات غير العادية «قد تكون ناتجة عن نشاط النوب المستمرة (حالة صرع غير تشنجي) أو الخلل الوظيفي المستمر بعد النوبة في بنى الدماغ المرتبطة بالذاكرة».

## التشخيص
يمكن أن يكون فقدان الذاكرة العابر المظهر الرئيسي للصرع. مع ذلك، نادرًا ما يشتبه الأطباء في هذا التشخيص ويبقى مثيرًا للجدل. يُشخَّص فقدان الذاكرة الصرعي العابر دائمًا بشكل خاطئ وفقًا لإحدى السلطات الرائدة. في أكبر دراسة حتى الآن (2007) «كان الصرع هو التشخيص الأولي المتخصص في 12 حالة فقط من أصل 50 حالة». يزداد التشخيص تعقيدًا بسبب أن أكثر من ثلث الحالات تظهر قراءات طبيعية لمخطط كهربية الدماغ بعد الهجمة. مع ذلك، نظرًا لأن فقدان الذاكرة الصرعي العابر يتكرر بمعدل وسطي يبلغ 12 مرة في السنة، قد يتمكن الشهود والأطباء من التعرف على الحالة بأثر رجعي؛ كان متوسط تأخر تشخيص فقدان الذاكرة الصرعي العابر بحسب دراسة عام 2007 هو 12 شهرًا.
فقدان الذاكرة الصرعي العابر هو شكل من أشكال النوبات البؤرية، وهو «أشيع نمط من الصرع الذي يصيب البالغين» على عكس النوبة التوترية الرمعية أو نوبة الصرع الكبرى التي يعاني فيها المصابون من فقدان الوعي والاختلاج. تم اعتماد المعايير التشخيصية للاضطراب في دراسة عام 2007 لـ 50 حالة مؤكدةً على السمات السريرية التي تميز فقدان الذاكرة الصرعي العابر عن فقدان الذاكرة الشامل العابر، والذي غالبًا ما يُقارن فيه فقدان الذاكرة الصرعي العابر:
- تاريخ نوب متكررة من فقدان الذاكرة العابر. لدى بعض المرضى، تكون نادرة جدًا (أقل من مرة واحد في السنة) بينما يعاني آخرون منها مرة واحدة في الأسبوع. عادةً ما تكون النوب متشابهة جدًا مع بعضها البعض.[10]
- يحكم شاهد موثوق على أن الوظائف المعرفية باستثناء الذاكرة تكون سليمة أثناء النوب النموذجية. بالإضافة إلى السلوكيات المعقدة المكتسبة المذكورة أعلاه من قبل منظمة تايم، تتضمن التقارير قدرة بعض مرضى فقدان الذاكرة الصرعي العابر على قراءة النوط الموسيقية بشكل آني والعزف على البيانو، أو ترجمة اللغات، أو القيادة،[3] أو الإبحار على متن يخت في البحر.[12]
- تستند أدلة تشخيص الصرع إلى واحدة أو أكثر مما يلي:
  - شذوذات صرعية في تخطيط كهربية الدماغ. في دراسة استقصائية لجميع الحالات المعروفة، كان لدى نسبة 43.6% شذوذات صرعية موضعية في المنطقة الجبهية أو الجبهية الصدغية على تخطيط كهربية الدماغ بعد الهجمة. من بين هؤلاء، كانت الإصابة في الجانب الأيسر بنسبة 31.7%، وفي الجانب الأيمن بنسبة 12.2% وفي الجانبين بنسبة 56.1%.[2]
  - الظهور المتزامن للمظاهر السريرية الأخرى للصرع (مثل الضغط على الشفاه أو غيره من السلوكيات التلقائية اللاإرادية والهلوسة الشمية). أبلغ نحو 40% من المصابين بفقدان الذاكرة الصرعي العابر عن أحد هذه الأعراض في بعض النوب على الأقل.[2]
  - استجابة واضحة للعلاج بمضادات الاختلاج. توقفت الهجمات لدى 44 من أصل 47 مريضًا خضعوا للعلاج في إحدى الدراسات.[4]

## العلاج
يستجيب فقدان الذاكرة الصرعي العابر بشكل جيد للجرعات المنخفضة من الأدوية المستخدمة لعلاج الصرع، (مثل كاربامازيبين أو لاموتريجين أو فالبروات الصوديوم) ما يؤدي إلى توقف نشاط النوب لدى 45 مريضًا من أصل 47. انخفضت تكرارية النوب لدى المرضى الذين عولجوا بهذه الأدوية. مع ذلك، لم يُبلغ عن حالات استعادة الذاكرة المفقودة، رغم وجود اقتراحات بأن معدل تراجع الذاكرة قد يتحسن باستخدام هذه الأدوية.